# Tipsport liga 2016
Zimní Tipsport liga 2016 je devátý ročník fotbalového turnaje, hraný ve dnech od 8. do 24. ledna ve čtyřech městech České republiky. Turnaje se účastní 16 klubů zařazených do čtyř skupin.

## Účastníci
- FC MAS Táborsko
- FK Slavoj Vyšehrad
- FC Vysočina Jihlava
- Bohemians 1905
- FK Pardubice
- FK Mladá Boleslav
- FC Hradec Králové
- FK Varnsdorf
- SFC Opava
- FC Fastav Zlín
- FC Zbrojovka Brno
- SK Sigma Olomouc B
- SK Sigma Olomouc
- FC Baník Ostrava
- 1. SC Znojmo
- MFK Frýdek-Místek

## Hostující města
| Město          | Skupina | Stadion               | Zápasy |
| Praha          | A       | UMT Slavoj Vyšehrad   |        |
| Mladá Boleslav | B       | UMT FK Mladá Boleslav |        |
| Vyškov         | C       | UMT MFK Vyškov        |        |
| Olomouc        | D       | UMT SK Sigma Olomouc  |        |